# Leucothyreus opacus
Leucothyreus opacus är en skalbaggsart som beskrevs av Perty 1832. Leucothyreus opacus ingår i släktet Leucothyreus och familjen Rutelidae. Inga underarter finns listade i Catalogue of Life.